# Heinz Stemmer
Heinz Stemmer (* 11. Januar 1921; † 20. August 2001) war ein deutscher Fußballspieler, der während und nach dem Zweiten Weltkrieg für verschiedene Vereine aus dem Ruhrgebiet und seiner Umgebung antrat. Er nahm mehrfach am Tschammerpokal teil und spielte in den frühen 1950er Jahren in der Oberliga West.

## Karriere

### Fußballspieler während der ersten Kriegsjahre (1939–1943)
Stemmers Laufbahn begann beim Sportverein Westende aus dem Duisburger Stadtteil Hamborn. Die Mannschaft zählte zur Gauliga Niederrhein, welche in der Zeit des Nationalsozialismus die höchste erreichbare Spielklasse darstellte. Auf landesweiter Ebene durfte die Mannschaft im Rahmen des Tschammerpokals – dem Vorgängerwettbewerb des DFB-Pokals – antreten. Der damals 18-jährige Stürmer debütierte am 20. August 1939 in der Erstrundenpartie gegen den VfR Mannheim in diesem Wettbewerb. Die Hamborner konnten sich in der Verlängerung mit 3:2 durchsetzen und überstanden ohne seine Mitwirkung auch die nächste Runde, sodass sie im Achtelfinale auf den Hamburger SV trafen. In dieser Auswärtsbegegnung im Dezember 1939 wurde er aufgeboten und musste eine 0:2-Niederlage gegen den HSV hinnehmen.
1940 erfolgte sein Wechsel zum Ligarivalen und amtierenden Niederrheinmeister Fortuna Düsseldorf, mit dem er eine Titelverteidigung allerdings deutlich verpasste und nur knapp von den Abstiegsrängen entfernt blieb. Für die Saison 1941/42 ging er ins weit entfernte Pommern zu Viktoria Stolp – unklar ist, ob er möglicherweise als Soldat dorthin kam – und nahm mit diesem Verein am Spielbetrieb der Gauliga Pommern teil, wobei die Mannschaft letztlich Vizemeister wurde. Zudem spielte Stolp um den Tschammerpokal mit, schied jedoch in der zweiten Runde aus. 1942 kehrte er zu Westende Hamborn zurück, das nach einem Abstieg im Vorjahr wieder in die Gauliga Niederrhein zurückgekehrt war. Im mittlerweile deutlich vom Krieg beeinträchtigten Spielbetrieb kam seine Elf im Pokalwettbewerb bis ins Achtelfinale, während sie in der Gauliga der Spielzeit 1942/43 sogar die Meisterschaft gewann. Im Kriegsjahr 1943 hatte Stemmer somit seinen ersten Titel gewonnen. Der Spielbetrieb wurde anschließend fortgeführt und erst während der Endphase des Krieges eingestellt, allerdings sind für Stemmer nach 1943 keine weiteren Einsatzdaten bekannt.

### Erst- und Zweitligaspieler bei verschiedenen Vereinen (nach 1945)
Bereits in der ersten Nachkriegsspielzeit 1945/46 konnte Stemmer wieder dem Fußballspielen nachgehen und schloss sich gemeinsam mit seinen einstigen Hamborner Mitspielern Theodor und Heinrich Kreienberg dem Meidericher SV aus Duisburg an. Der Spielbetrieb fand zunächst nur auf lokaler Ebene statt, wobei 1946 der Gewinn der Duisburger Stadtmeisterschaft gelang. 1947 wurde die Oberliga West als höchste Spielklasse der westlichen Region Deutschlands geschaffen; sie blieb bis zur Bundesliga-Einführung 1963 somit die erste Liga. Meiderich gehörte der Oberliga allerdings zunächst nicht an und musste in der Landesliga Niederrhein antreten. 1949 glückte die Qualifikation zur 2. Liga West, welche als Unterbau zur Oberliga neu geschaffen wurde. Stemmer nahm in der neuen Liga einen Stammplatz ein, verpasste mit seiner Mannschaft 1949/50 als Viertplatzierter aber einen möglichen Aufstieg in die Erstklassigkeit. Er hatte unter Trainer Willi Multhaup und neben Mitspielern wie Karl Hetzel und Kurt Neumann 28 Ligaspiele absolviert und ein Tor erzielt. Zu Beginn der nachfolgenden Saison 1950/51 absolvierte er vier Partien für den MSV, ehe er zum Ligarivalen Schwarz-Weiß Essen wechselte. Während die Meidericher 1951 souverän den Aufstieg schafften, gelang Stemmers Mannschaft der Einzug in eine Relegationsrunde, in welcher sie sich ebenfalls die Qualifikation zur Oberliga sicherte. Auf dem Weg dorthin hatte Stemmer bei einer Begegnung gegen den Hombrucher FV 09 alle fünf Treffer beim 5:0-Sieg von Schwarz-Weiß erzielt und wurde damit zum vereinsinternen Rekordtorschützen hinsichtlich der meisten Treffer in einem Pflichtspiel. Für Essen kam er in 28 Ligaeinsätzen auf 33 Tore und führte damit die Torschützenliste in der 2. Liga West, Gruppe 1 vor Karl Hetzel (MSV, 27 Tore) an.
Zur Spielzeit 1951/52 startete die Mannschaft in ihre erste Oberliga-Spielzeit und nachdem Stemmer die beiden Auftaktpartien verpasst hatte, kam er am 2. September 1951 bei einem 1:1 gegen Bayer 04 Leverkusen zu seinem Debüt in der höchsten Spielklasse. Dabei erzielte er in der 68. Minute den Ausgleichstreffer. Nach dem erreichten Klassenerhalt – Stemmer hatte für ETB in 15 Oberligapartien sechs Treffer erzielt – verließ er Schwarz-Weiß Essen 1952 und schloss sich dem Oberligakonkurrenten Preußen Münster an. Der Mannschaft rund um den Nationalspieler Felix Gerritzen gehörte er für die Dauer der Saison 1952/53 an und erreichte mit ihr den siebten Tabellenplatz. Unter Trainer Willi Multhaup absolvierte er acht Ligaspiele und erzielte fünf Tore.
Nach seinem Abschied aus Münster ging er zu den zuvor aus der Oberliga West abgestiegenen Sportfreunden Katernberg und blieb mit diesen relativ deutlich von einem möglichen Wiederaufstieg entfernt. Persönlich hatte er aber mit 27 Verbandsspielen und 24 Toren eine erfolgreiche Runde erlebt. Zu den 82 Toren der Sportfreunde 1953/54 in der 2. Liga West – die meisten der Liga – steuerte auch noch Mannschaftskollege Kurt Carel 25 Treffer bei. Der für seine Torgefährlichkeit bekannte Strafstoßspezialist verließ auch diesen Verein nach einem Jahr wieder und unterschrieb 1954 mit inzwischen 33 Jahren beim Zweitligarivalen VfB Bottrop, für den er noch über einen gewissen Zeitraum zum Einsatz kam. In Bottrop traf er wieder auf Trainer Multhaup und erreichte mit dem VfB hinter den Oberligaaufsteigern Wuppertaler SV und Sportfreunde Hamborn 07 den dritten Rang. Der Senior hatte nochmals in 15 Zweitligabegegnungen elf Tore erzielt. In seinem letzten Jahr in der 2. Liga West bei Bottrop, 1955/56, belegte der VfB erneut den dritten Rang und Stemmer hatte dazu in sechs Spielen fünf Tore erzielt.
Zu Beginn der 1960er-Jahre war er an der Seite mehrerer ehemaliger Oberligaspieler Mitglied der Altherrenmannschaft seines Ex-Vereins Meidericher SV.